# Gmina Divjakë
Gmina Divjakë (alb. Bashkia Divjakë) – gmina miejska położona w środkowo-zachodniej części Albanii. Administracyjnie należy do okręgu Lushnja w obwodzie Fier. W 2011 roku populacja gminy wynosiła 8445 osoby w tym 4157 kobiety oraz 4288 mężczyzn, z czego Albańczycy stanowili 84,16%, a Arumunii 2,12% mieszkańców. 
W skład gminy wchodzi dziesięć miejscowości: Divjaka, Bishçukas, Gërmenj i Vogël, Gërmenj i Madh, Hallvaxhias, Bregas, Xeng, Mizë, Zharnec, Dushk Çam.